# Pareclectis prionota
Pareclectis prionota är en fjärilsart som först beskrevs av Edward Meyrick 1928.  Pareclectis prionota ingår i släktet Pareclectis och familjen styltmalar.
Artens utbredningsområde är Zimbabwe. Inga underarter finns listade i Catalogue of Life.